# 트랜스포머 슈퍼링크
트랜스포머 슈퍼링크(Transformer: Superlink, トランスフォーマー スーパーリンク) 또는 트랜스포머 에너존(Transformers: Energon)은 2004년 1월 9일에 데뷔한 일본의 애니메이션 시리즈이다. 초 로봇 생명체 트랜스포머 마이크론 전설(Transformers: Armada)의 후속편이다. 또한 트랜스포머가 컴퓨터 생성(CG)으로 제작된 일본 최초의 트랜스포머 쇼이기도 하며, 이는 다음 시리즈인 트랜스포머 갤럭시 포스(Transformers: Cybertron)에서도 이어질 트렌드인 조이드 애니메이션과 유사한 셀 셰이딩 기술이다. 미국에서 키즈클릭(KidsClick)은 2018년 8월 27일부터 2018년 11월 3일까지 쇼의 재방송을 시작했다. 초 로봇 생명체 트랜스포머 마이크론 전설 및 트랜스포머 갤럭시 포스과 함께 트랜스포머 슈퍼링크는 트랜스포머 시리즈의 무용담 "유니크론 트릴로지"의 일부이다. 이 시리즈에서 트랜스포머의 주요 기믹은 동일한 크기의 파트너와 결합하는 오토봇의 능력, 강화된 형태를 사용하는 디셉티콘의 능력, 모든 트랜스포머에 배치할 수 있는 에너존 무기 및 별의 추가이다. 이전 라인의 미니콘(Mini-Con)은 여전히 존재하지만 모든 미니콘 페그는 장난감의 기능을 활성화하지 않으므로 "더미" 페그로 간주된다.